# Ulrich von Manderscheid
Ulrich von Manderscheid († um 1436) war ein deutscher Adliger und Erzbischof von Trier. Er unterlag 1430 bei der Wahl zum Erzbischof von Trier, erkannte seine Niederlage jedoch nicht an, was zum Trierer Bischofsstreit führte.

## Familie
Ulrich von Manderscheid war ein Bruder von Dietrich II. von Manderscheid († 1469), der durch seine Waffendienste Einfluss erlangte und die Basis für die Erhebung seines Sohnes Dietrich III. († 1498) in den erblichen Reichsgrafenstand schuf.

## Trierer Bischofsstreit
Ulrich war Dompropst zu Köln und Archidiakon in Trier, als er sich 1430 nach dem Tod des Erzbischofs Otto von Ziegenhain um das Amt des Erzbischofs von Trier bewarb. Am 27. Februar 1430 wählte das Domkapitel mehrheitlich den Domscholaster Jakob von Sierck zum Erzbischof. Da Ulrich seine Niederlage nicht akzeptierte, reisten beide Kandidaten nach Rom, um ihre Anerkennung durch den Papst zu erlangen. Papst Martin V. bestätigte jedoch keinen der beiden und ernannte stattdessen im Mai 1430 den Bischof von Speyer, Raban von Helmstatt, zum neuen Erzbischof von Trier.
Während Jakob von Sierck die päpstliche Entscheidung anerkannte, fügte sich Ulrich nicht. Da auch das Trierer Domkapitel gegen die Suspendierung seines Wahlrechts protestierte, bestellte es Ulrich zunächst zum Bistumsverwalter und wählte ihn am 10. Juli 1430 schließlich in Koblenz zum Erzbischof. Papst Martin reagierte darauf mit der Exkommunikation des Domkapitels und Ulrichs.
Dennoch regierte Ulrich bis 1436 das Erzbistum, ohne jedoch jemals die Bischofsweihe empfangen zu haben. Die Stadt Trier weigerte sich jedoch, Ulrich aufzunehmen, weshalb dieser die Stadt 1432 und 1433 zweimal erfolglos belagerte. Das Domkapitel sagte sich indessen von Ulrich aufgrund seines brutalen Vorgehens los. Auf dem Konzil von Basel wurde schließlich 1434 Raban von Helmstatt zum rechtmäßigen Bischof erklärt. Über Ulrich von Manderscheid wurde am 7. August 1434 die Reichsacht verhängt.
Der Streit wurde jedoch erst 1436 durch ein Schiedsgericht, das durch die Reichsfürsten eingesetzt worden war, beendet. Der Schiedsspruch erklärte am 7. Februar 1436 nochmals Raban von Helmstatt zum rechtmäßigen Erzbischof. Die Reichsacht wurde aufgehoben und Ulrich wurde die Burg Stolzenfels zugesprochen. Ulrich behauptete, die Bedingungen des Schiedsspruches seien nicht eingehalten worden, protestierte gegen den Einzug Rabans von Helmstatt in Trier und brach erneut zu einer Reise nach Rom auf, während welcher er in der Schweiz verstarb.